# Dachsberg (Südschwarzwald)
Dachsberg (Südschwarzwald) est une commune de Bade-Wurtemberg (Allemagne), située dans l'arrondissement de Waldshut, dans le district de Fribourg-en-Brisgau.